# Дельвіг Антон Антонович
Барон Антон Антонович Дельвіг (рос. Антон Антонович Дельвиг, 6 [17] серпня 1798, Москва — 14 [26] січня 1831, Санкт-Петербург) — російський поет, видавець.

## Біографія
Антон Антонович Дельвіг народився в Москві, в сім'ї генерал-майора роду балтійських німецьких баронів. Сім'я була настільки зросійщеною, що Дельвіг навіть не знав німецької мови. Батько, Антон Антонович Дельвіг (17.06.1773-08.07.1828), — офіцер-майор Астраханського полку, генерал-майор (1816). Мати, Любов Матвіївна (26.09.1777-1859), була дочкою [] Статський радник|статського радника]] Матвія Андрійовича Красильникова, директора московського Ассигнаційного банку, і внучкою російського вченого-астронома А. Д. Красильникова.
Закінчив курс Царськосільського ліцею з першим випуском, у 1817 році. Ліцеїсти називали його "улюблена дама", а Олександр Пушкін вважав себе його коханцем і до кінця життя цілував йому руку при зустрічі. Автор вірша «Шість років», який було надруковано, покладено на музику і неодноразово співалося ліцеїстами. Служив в департаменті гірських і соляних справ, звідти перейшов до канцелярії Міністерства фінансів; з 1821 по 1825 роки був помічником бібліотекаря (І. А. Крилова) в Імператорській публічній бібліотеці.